# 富永啓生
富永啓生（日语：／ Tominaga Keisei，2001年2月1日—）為日本男子籃球運動員，2021年代表日本參加東京奧運男子三人制籃球比賽，2022年入選日本國家男子籃球隊出戰2022年亞洲盃。目前效力于NCAA的内布拉斯加大学林肯分校。

## 球风
因其强大的3分球能力，富永启生获得日本库里的称号。库里本人2019年6月来到日本的时候给富永启生以鼓励。

## 職業生涯

### 印第安納瘋蟻 (2024–2025)
在2024年NBA選秀前，曾與沙加緬度國王和洛杉磯快艇進行過試訓，但在選秀中未被指名。9月26日與印第安納溜馬達成NBA薪資上限下的Exhibit-10合約，但隔日被解約。10月27日加盟NBA G聯盟的印第安納瘋蟻。

### Levanga北海道 (2025–至今)
2025年6月3日宣布加盟B.League球隊Levanga北海道。

## 外部連結
- 富永 啓生 / keisei tominaga的X（前Twitter）
- 富永 啓生 / keisei tominaga的Instagram帳戶
- 富永啓生在fiba.basketball（英语）
- 富永啓生在fiba3x3.com（英语）
- 富永啓生在NBA官網（英语）
- 富永啓生在NBA G聯盟官網（英语）
- 富永啓生在Basketball-Reference.com（NBA）（英语）
- 富永啓生在Basketball-Reference.com（NBA G聯盟）（英语）
- 富永啓生在Basketball-Reference.com（國際）（英语）
- 富永啓生在Sports-Reference.com（NCAA）（英语）
- 富永啓生在Eurobasket.com（球員）（英语）
- 富永啓生在Proballers（英语）
- 富永啓生在RealGM（球員）（英语）
- 富永啓生在Olympedia（英语）
- 富永啓生在Flashscore（英语）
- ネブラスカ・コーンハスカーズ Keisei Tominaga （页面存档备份，存于）